# Portas de Ferro (Ásia Central)
As Portas de Ferro ou Porta de Ferro (em usbeque: Buzgalaxona; em persa: دربند; romaniz.: Darband) é um desfiladeiro que atravessa as montanhas que se estendem no sudeste do Usbequistão desde a cordilheira de Gissar em direção a sul até ao rio Amu Dária. Na Antiguidade era a principal passagem entre a Báctria e a Soguediana e até à Idade Contemporânea teve uma enorme importância estratégica para as potências da Ásia Central. O seu nome deve-se à crença de que no desfiladeiro existiu de facto um portão de reforçado com ferro.
O local é mencionado em fontes em turco antigo com o nome 𐱅𐰢𐰼:𐰴𐰯𐰍; romaniz.: Temir qapïğ (em turco moderno: Demirkapı), em fontes chinesas com o nome 鐵門關 (pinyin: Tiěménguān) e em árabe Dar-i Ahanin.
A localização exata do desfiladeiro histórico é controversa, mas geralmente considera-se que corresponde ao desfiladeiro de Dara-i Buzgala-khana, situado na antiga estrada entre Samarcanda e Balque (atualmente no Afeganistão, a poucos quilómetros de Mazar e Xarife), 3 km a noroeste da aldeia (kishlak) de Shurob. O desfiladeiro de Dara-i Buzgala-khana tem dois quilómetros de comprimento e 10 a 50 metros de largura. Atualmente, junto a esse local passa a estrada M39, que liga Termez e o canto sudeste do Usbequistão a Carxi, Samarcanda e ao resto do país, alguns quilómetros a oeste de Derbente e 35 km a oeste de Boysun. Termez, o Amu Dária e a fronteira do Afeganistão ficam 135 km a sul; Balque  250 km a sul, Carxi 160 km a noroeste e Samarcanda 250 km a norte (distâncias por estrada). Faz parte da província de Surcã Dária, mas o limite da província de Casca Dária fica cerca de 25 km a noroeste das Portas de Ferro.

## História
As Portas de Ferro eram uma barreira artifical num desfiladeiro de montanha, que foi construída para regular e taxar o trânsito de caravanas num dos ramos mais importantes da Rota da Seda. Segundo o viajante chinês da primeira metade do século VII Xuanzangue, no local havia portões de madeira revestidos com ferro, com numerosos sinos. Ali funcionou uma alfândega durante muitos séculos, a qual no início do século XV proporcionava receitas consideráveis ao imperador timúrida Tamerlão. Ruy González de Clavijo, o embaixador enviado à corte de Tamerlão pelo rei Henrique III de Castela, pernoitou num caravançarai luxuoso situado a algumas centenas de metros do posto alfandegário em 1403 e relatou uma tradição oral segundo a qual a muralha das Portas de Ferro tinha sido em tempos revestida a ferro.
O nome atual Dara-i Buzgala-khana significa "Desfiladeiro da Casa do Veado Fulvo", o qual pode estar ligado à lenda segundo a qual Gêngis Cã encontrou um veado gamo fulvo com manchas brancas nas Portas de Ferro, que o aconselhou a parar a sua conquista, conselho que ele seguiu. A "Sura da Caverna" do Alcorão também menciona a construção duma barreira de metal contra as tribos selvagens dos Gogues e Magogues, erigida por Iskander Zul-i-Karnain (Alexandre, o Grande). As lendas orientais sobre Alexandre mencionam a "Porta" ou "portão de Ferro" e o poeta turcomano do século XV chamou à passagem o "Banco de Alexandre". Estas histórias semilendárias podem ter origem no facto de que durante dois milénios existiram estruturas defensivas na passagem estratégica, as primeiras construídas pelos greco-macedónios, que depois foram usadas pelo Império Cuchana e posteriormente se converteram num posto alfandegário.

### Menções em inscrições goturcas
O desfiladeiro é mencionado várias vezes nas inscrições de Tonyukuk (ou de de Bain Tsokto) e nas inscrições de Orcom do século , quando a parte oriental da Rota da Seda era controlada pelo goturcos, para os quais constituía uma importante fonte de receita e a Temir qapïğ (Porta de Ferro) era um ponto estratégico no controlo daquela rota comercial. As inscrições de Orcom relatam eventos do reinado de Bilgue Cagã (Bilge Kağan; Mojilian nos anais chineses), o grão-cã (imperador) goturco entre 716 e 734 e feitos do seu irmão Culteguim (ou Cultiguim), morto em 731. As inscrições de Tonyukuk são alguns anos mais antigas e foram mandadas fazer por Tonyukuk, conselheiro ou chanceler e comandante militar supremo de vários grãos-cãs goturcos, o último deles Bilgue Cagã.
Por exemplo, nas inscrições de Tonyukuk, no relato sobre uma campanha militar de 701, lê-se «chegámos à Porta de Ferro»; numa das inscrições de Orcom sobre Kültigin lê-se «a ocidente, enviei um exército para lá do rio Pérola (Sir Dária) para a Porta de Ferro»; noutra inscrição de Orcom sobre Bilgue Cagã lê-se, referindo-se a Bumim Cagã, um grão-cã goturco da primeira metade do século VI: «Anexou todo o território desde a floresta de Kadıgan a leste até à Porta de Ferro a oeste».

## Arqueologia
Entre 1995 e 1997, uma equipa franco-usbequistanesa de arqueólogos dirigida por Claude Rapin e Shoximardan Raxmanov levou a cabo escavações arqueológicas nos vestígios das muralhas que tinham sido descobertas na década de 1980 na sequência dum encontro fortuita entre o arqueólogo  usbequistanês Eduard Rtveladze e um erudito da região. As escavações confirmaram que existiu uma grande muralha e um sistema de fortificações na área que desde na Antiguidade e na Idade Média foi o ponto de passagem e de separação entre Soguediana e Bactriana. Os vestígios mais antigos foram identificados como pertencendo às fortificações erguidas para tentar deter o avanço de Alexandre, o Grande em direção a sul. Os vestígios de muralahs mais antigos datam do período do Reino Greco-Báctrio e supõe-se que tenham sido construídas para reforçar as defesas naturais que protegiam a bacia do Oxo (Amu Dária) dos povos nómadas que viviam a norte dos montes Gissar.
A construção dessa muralha exigiu uma verdadeira remodelação da paisagem, que passou por desaterros em escarpas que barravam o vale e pelo construção dum planalto artificial sobre o qual forma feitas as fundações da muralha, um empreendimento de grandes dimensões que só poderá ter sido possível a uma potência obviamente muito poderosa. Pela cerâmica e moedas descobertas nas escavações, os arqueólogos dataram a muralha do final do século III a.C., possivelmente do reinado de Eutidemo I (r. c.  223–200 a.C.). Nessa altura, o Reino Greco-Báctrio viu-se forçado a proteger as suas fronteiras setentrionais após terem perdido parte dos seus territórios a norte, nomeadamente Samarcanda e a planície de Zarafexã, devido à ameaça dos invasores nómadas das estepes do norte da Ásia Central. Os dados arquoelógicos recolhidos levaram os arqueólogos a concluir que, ao contrário do que se pensava anteriormente, a cidade de Samarcanda não foi reconquistada pelos greco-bactrianos no século II a.C.
A muralha não foi usada de forma contínua. Voltou a servir de fronteira na época do Império Cuchana (30–375 d.C.), durante a qual foi reforçada para fazer face à ameaça do império dos Kangju que se comecçou a desenvolver na periferia do deserto Kyzyl Kum a partir do século I d.C.
A época de ocupação seguinte conhecida por dados arqueológicos e textuais data do século VI. Aparentemente, nessa altura o desfiladeiro deixou de ser o único ponto de passagem, e a estrada atravessava a muralha numa porta que era protegida por um forte que foi descoberto no final do século XX. Este tinha duas partes, uma superior, virada para Soguediana (norte), que tinha uma grande sala fortificada e uma torre; e outra inferior, constituída por um edifício trapezoidal, provavelmente um quartel, organizado em torno de um pátio. Nessa altura o comércio na Rota da Seda estava especialmente ativo e era maioritariamente controlado por soguedianos na maior parte das suas etapas. No entanto, a muralha podia não ter funções apenas alfandegárias, pois no mesmo período surgiram os turcos. Nesse contexto de expansão, as Portas de Ferro foram novamente fortificadas pelos habitantes de Báctria, os heftalitas, antes da sua derrota em 565 na Batalha de Gol-Zarrium frente à coligação entre o Primeiro Canato Turco e o Império Sassânida, ou então pelo reino vizinho de Chaganiã.